# SC Paderborn 07
SC Paderborn 07 er en fodboldklub fra Paderborn i Nordrhein-Westfalen. SC Paderborn 07 blev grundlagt i 1985 som en fusion mellem TuS Schloß Neuhaus og 1. FC Paderborn, klubben fik navnet TuS Paderborn-Neuhaus. I 1997 skiftede klubben navn til SC Paderborn 07.
Imponerende ved SC Paderborn 07 er at bemærke at klubben rykkede ud af 2. Bundesligaen i 2016 og året efter endte holdet på en nedrykningsplads i 3. Liga, som vil give nedrykning, til Regionalliga, som er Tysklands fjerdebedste række, men på baggrund af at 1860 München ikke havde licens til at spille i 3. Liga, overlevede de og i sæsonen 2017/18 endte de i toppen og rykkede op i 2. Bundesligaen.